# Авиационное средство пакетирования

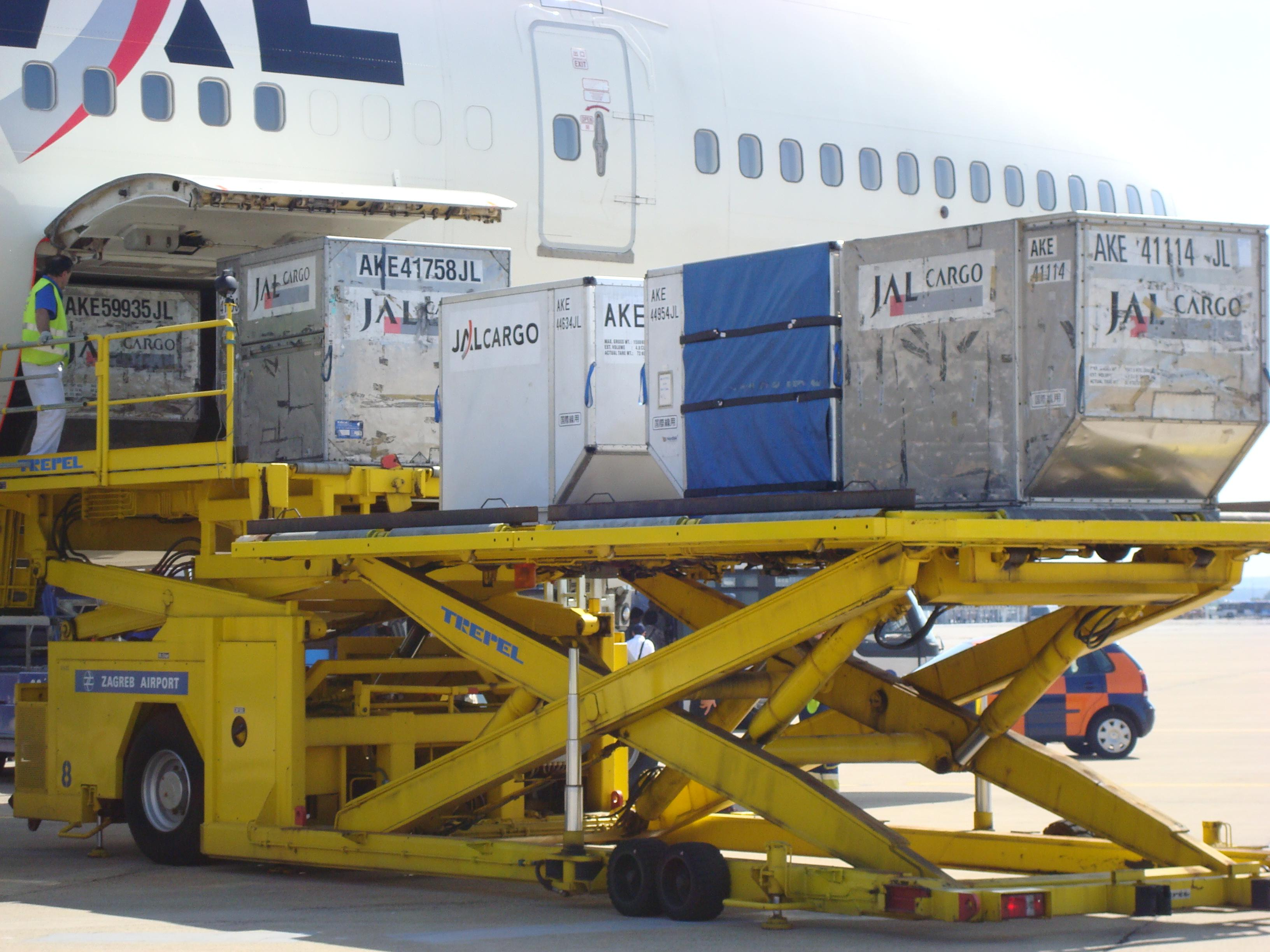
Разгрузка контейнеров типа LD3 из самолёта Boeing 747 в аэропорту Загреба

Авиацио́нное сре́дство пакети́рования (также используется англ. термин ULD, unit load device) — специальный авиационный контейнер или поддон, предназначенный для перевозки багажа, грузов и почты в широкофюзеляжных, а также в некоторых типах узкофюзеляжных самолётов. Позволяет объединять множество разных видов груза и багажа в укрупнённую, стандартизированную по габаритам грузовую единицу (транспортный пакет), что значительно упрощает и ускоряет процесс погрузки и разгрузки самолёта. Каждый пакет имеет свою отдельную транспортную накладную, позволяющую отслеживать его содержимое.
Размеры контейнеров и поддонов определяются стандартами IATA. В индустрии авиационных перевозок используется порядка 900 000 ULD общей стоимостью около миллиарда долларов США.

## Виды средств пакетирования

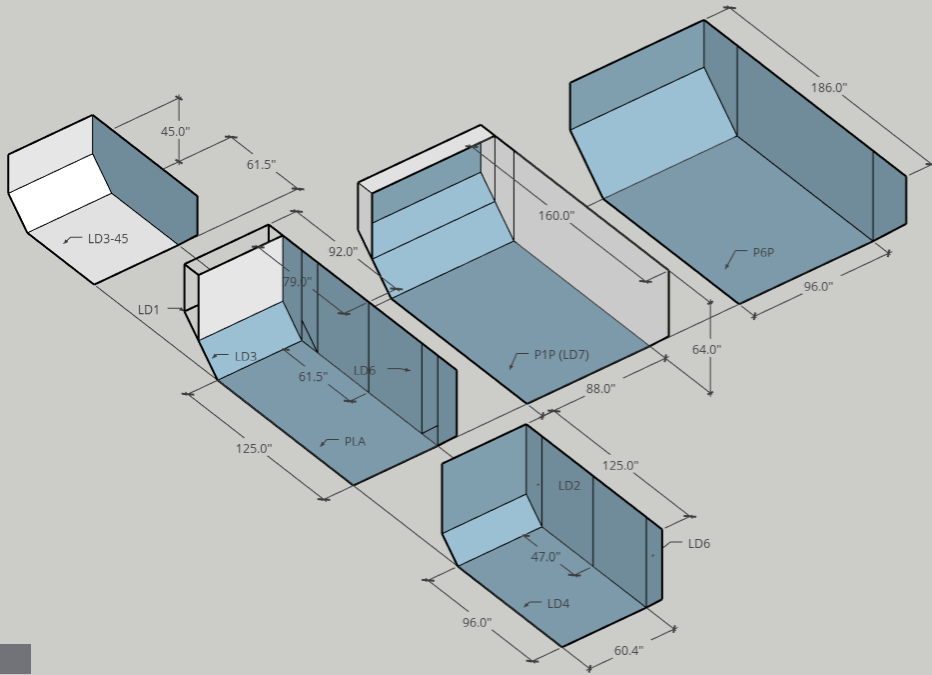
Размеры различных авиационных средств пакетирования.

Существует два основных типа ULD — поддон и контейнер.
- Авиационный поддон (также распространён термин «палета», от англ. pallet) — алюминиевая платформа со специальными скобами, к которым крепятся края грузовой сетки. Может иметь складные шарнирные панели, увеличивающие вместимость и повторяющие контуры внутренних обводов грузового отсека.
- Авиационный контейнер — максимально облегченный контейнер с алюминиевым каркасом и поликарбонатными стенками (встречаются также контейнеры, полностью сделанные из полимеров, что даёт экономию веса[3]). Вместо некоторых стенок могут использоваться мягкие шторки, дополнительно защищённые сеткой или перетягивающей лентой. Существуют также специализированные контейнеры, например, оборудованные холодильной установкой и дополнительной теплоизоляцией для перевозки скоропортящихся грузов, контейнеры для перевозки животных[4][5], съемные модули для отдыха экипажа, и другие.

На транспортных самолётах, включая конвертированные из пассажирских версий, применяется особый тип пакетирования, называемый иглу — на авиационный поддон устанавливается груз с жёсткой оболочкой, выполненной по контуру загрузки грузовой кабины.
Контейнеры и поддоны имеют плоское основание стандартных размеров, взаимодействующее с бортовой системой обработки и крепления авиационных грузов.
Некоторые распространённые виды средств пакетирования авиационных грузов описаны в таблице ниже:
| Тип                          | Внутренний объём | Высота     | Глубина    | Ширина основания | Общая ширина | Ширина фюзеляжа | Обвод     | IATA | Совместимость                                           |
| ---------------------------- | ---------------- | ---------- | ---------- | ---------------- | ------------ | --------------- | --------- | ---- | ------------------------------------------------------- |
| LD3-45                       | 3,7 м³           | 1143 / 45  | 1534 / 60⅖ | 1562 / 61½       | 2436 / 95⅘   | полная          | двойной   | AKH  | Семейство A320, Ту-204                                  |
| LD2                          | 3,5 м³           | 1626 / 64⅖ | 1534 / 60⅖ | 1194 / 47        | 1562 / 61½   | половина        | одинарный | DPE  | Все ШФ модели Boeing                                    |
| LD3                          | 4,5 м³           | 1626 / 64⅖ | 1534 / 60⅖ | 1562 / 61 ½      | 2007 / 79    | половина        | одинарный | AKE  | ШФ Airbus, ШФ Boeing, DC-10/MD-11, L-1011, Ил-86, Ил-96 |
| LD1                          | 5,0 м³           | 1626 / 64⅖ | 1534 / 60⅖ | 1562 / 61 ½      | 2337 / 92    | половина        | одинарный | AKC  | ШФ Boeing, MD-11                                        |
| LD4                          | 5,7 м³           | 1626 / 64⅖ | 1534 / 60⅖ | 2438 / 96        | 2438 / 96    | полная          | нет       | ALP  | Boeing 767/777/787                                      |
| LD8 (2×LD2)                  | 7,1 м³           | 1626 / 64⅖ | 1534 / 60⅖ | 2438 / 96        | 3175 / 125   | полная          | двойной   | DQF  | Boeing 767/787                                          |
| LD11                         | 7,2 м³           | 1626 / 64⅖ | 1534 / 60⅖ | 3175 / 125       | 3175 / 125   | полная          | нет       | ALP  | Boeing 747/777/787, DC-10/MD-11                         |
| PLA (поддон)                 | 7,1 м³           | 1626 / 64⅖ | 1534 / 60⅖ | 3175 / 125       | 3175 / 125   | полная          | нет       | PLA  | Boeing 747/777/787                                      |
| LD6 (2×LD3)                  | 8,9 м³           | 1626 / 64⅖ | 1534 / 60⅖ | 3175 / 125       | 4064 / 160   | полная          | двойной   | ALF  | Boeing 747/777/787, DC-10/MD-11                         |
| LD26 (основание P1P)         | 13,3 м³          | 1626 / 64⅖ | 2235 / 88  | 3175 / 125       | 4064 / 160   | полная          | двойной   | AAF  | Boeing 747/777/787, DC-10/MD-11                         |
| LD7 (поддон с расширителями) | 14,0 м³          | 1626 / 64⅖ | 2235 / 88  | 3175 / 125       | 4064 / 160   | полная          | двойной   | P1P  | Boeing 747/777/787, DC-10/MD-11                         |
| LD7/P1P (поддон)             | 10,5 м³          | 1626 / 64⅖ | 2235 / 88  | 3175 / 125       | 3175 / 125   | полная          | нет       | P1P  | Все ШФ самолёты                                         |
| LD9 (основание P1P)          | 10,8 м³          | 1626 / 64⅖ | 2235 / 88  | 3175 / 125       | 3175 / 125   | полная          | нет       | AAP  | ШФ Boeing, DC-10/MD-11                                  |
| LD29 (основание P1P)         | 14,4 м³          | 1626 / 64⅖ | 2235 / 88  | 3175 / 125       | 4724 / 186   | полная          | двойной   | AAU  | Boeing 747                                              |
| LD39 (основание P6P)         | 15,9 м³          | 1626 / 64⅖ | 2438 / 96  | 3175 / 125       | 4724 / 186   | полная          | двойной   | AMU  | Boeing 747                                              |
| P6P (поддон)                 | 11,5 м³          | 1626 / 64⅖ | 2438 / 96  | 3175 / 125       | 3175 / 125   | полная          | нет       | P6P  | Boeing 747/767/777/787, DC-10, MD-11                    |

## Совместимость с типами воздушных судов

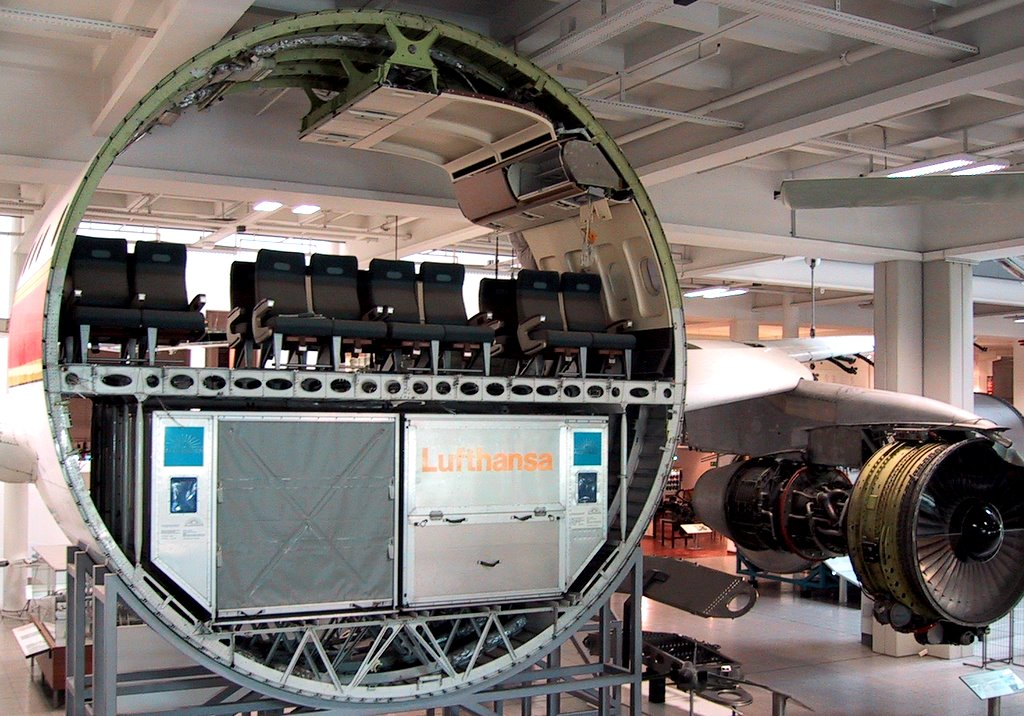
Поперечное сечение фюзеляжа A300 в Немецком музее. В грузовом отсеке видны контейнеры LD3.

Транспортировка контейнеров по перрону аэродрома.

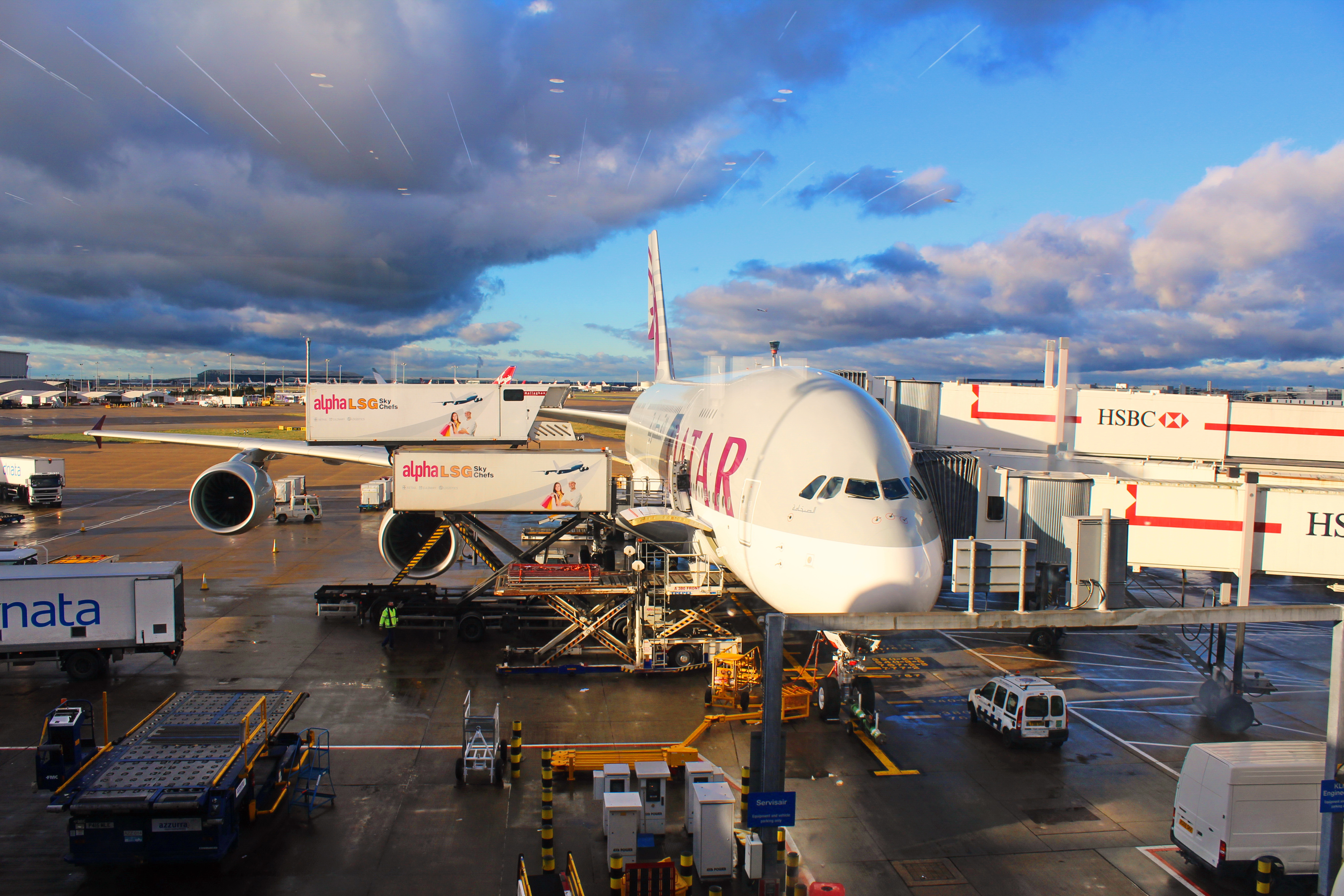
Различное наземное вспомогательное оборудование (НВО), используемое для обслуживания самолёта и погрузочно-разгрузочных операций.

Контейнеры типов LD3, LD6 и LD11 подходят для Boeing 787, Boeing 777, Boeing 747, McDonnell Douglas MD-11, Lockheed L-1011 и для всех широкофюзеляжных самолётов Airbus. Для Boeing 767 из-за меньшей ширины его фюзеляжа используются LD2 и LD8. Контейнеры LD1 были спроектированы специально для Boeing 747, но по факту на них чаще используются более распространённые LD3 (у них одинаковые размеры основания, поэтому для одного LD3 требуется столько же места, сколько для LD1). Контейнеры LD3-45 (аналогичны LD3 но с уменьшенной высотой в 45 вместо 64 дюймов) также могут использоваться на самолётах семейства Airbus A320. Поддоны LD7 используются на Boeing 787, 777, 747, на более поздних моделях Boeing 767 (имеющих грузовой люк большего размера), и на всех широкофюзеляжных воздушных судах Airbus.
Контейнеры LD3 и LD6 могут загружаться в самолёты Ил-86 и Ил-96. Средства пакетирования для Ту-204 проектировались на основе контейнеров LD3-45  для семейства A320.
Загрузка в самолёты не предназначенных для них средств пакетирования во многих случаях возможна, но неэффективна, так как приводит к существенной потере полезного объёма грузового отсека. Например, контейнеры LD2 и LD8 можно загрузить в самолёты, спроектированные для LD3, LD6 и LD11, но в этом случае потеря объёма для каждого LD2 составит 0,9 м³. При погрузке LD3 в Boeing 767 (LD2/LD8) контейнер займёт весь ряд, куда можно было бы вместить два LD2 или один LD8, и потеря полезного объёма таким образом составит 2,6 м³. Поэтому такая загрузка делается только в случаях ограниченного времени (нужно срочно переместить груз в другой самолёт), а также когда нужные типы контейнеров по какой-то причине недоступны. Правила относительно загрузки несоответствующих по размеру контейнеров в разных авиакомпаниях отличаются.
| Палуба             | нижний грузовой отсек   | нижний грузовой отсек   | нижний грузовой отсек   | верхняя грузовая кабина | верхняя грузовая кабина | верхняя грузовая кабина |
| Тип ВС             | контейнеры              | 88×125″                 | 96×125″                 | 96×125″                 | 88×125″                 | 88x108″                 |
| ------------------ | ----------------------- | ----------------------- | ----------------------- | ----------------------- | ----------------------- | ----------------------- |
| A300-600           | 22 LD3                  | 4 + 10 LD3              | 4 + 10 LD3              | 20                      | 21                      |                         |
| A310               | 15 LD3                  | 3 + 7 LD3               | 3 + 7 LD3               | 15                      | 16                      |                         |
| A319               | 4 LD3-45                |                         |                         |                         |                         |                         |
| A320               | 7 LD3-45                |                         |                         |                         | 11                      |                         |
| A321               | 10 LD3-45               |                         |                         |                         | 14                      |                         |
| A330-2/800         | 26 LD3                  | 8                       | 8                       | 22                      | 23                      | 26                      |
| A330-3/900         | 32 LD3                  | 11                      | 10                      | 26                      | 26                      |                         |
| A340-200           | 26 LD3                  | 9                       | 9                       |                         |                         |                         |
| A340-300           | 32 LD3                  | 11                      | 10                      |                         |                         |                         |
| A340-500           | 30 LD3                  | 10                      | 10                      |                         |                         |                         |
| A340-600           | 42 LD3                  | 14                      | 14                      |                         |                         |                         |
| A350-900           | 36 LD3                  | 11                      | 11                      |                         |                         |                         |
| A350-1000          | 44 LD3                  | 14                      | 14                      |                         |                         |                         |
| A380-800           | 38 LD3                  | 13                      | 13                      |                         |                         |                         |
| Boeing 707-320C    | не предназначен для ULD | не предназначен для ULD | не предназначен для ULD |                         | 13                      | 13                      |
| Boeing 727-100C    | не предназначен для ULD | не предназначен для ULD | не предназначен для ULD |                         | 8                       | 8                       |
| Boeing 737-200C    | не предназначен для ULD | не предназначен для ULD | не предназначен для ULD |                         | 7                       | 7                       |
| Boeing 737-300SF   | не предназначен для ULD | не предназначен для ULD | не предназначен для ULD |                         | 9                       |                         |
| Boeing 737-400SF   | не предназначен для ULD | не предназначен для ULD | не предназначен для ULD |                         | 10 ½                    |                         |
| Boeing 737-700C    | не предназначен для ULD | не предназначен для ULD | не предназначен для ULD |                         | 8                       | 8                       |
| Boeing 737-800SF   | не предназначен для ULD | не предназначен для ULD | не предназначен для ULD |                         | 11 ½                    |                         |
| Boeing 747 classic | 30 LD1                  |                         |                         | 28                      | 28                      | 36                      |
| Boeing 747SP       | 20 LD1                  |                         |                         |                         |                         |                         |
| Boeing 747-400     | 32 LD1                  | 9 + 4 LD1               | 9 + 2 LD1               | 30                      | 30                      |                         |
| Boeing 747-8/8F    | 40 LD1                  |                         | 12 + 2 LD1              | 34                      |                         |                         |
| Boeing 757-200F    | не предназначен для ULD | не предназначен для ULD | не предназначен для ULD |                         | 15                      |                         |
| B767-200           | 22 LD2                  | 3 + 10 LD2              | 3 + 10 LD2              |                         |                         |                         |
| B767-300           | 30 LD2                  | 4 + 14 LD2              | 4 + 14 LD2              | 14                      | 16                      | 26                      |
| B767-400           | 38 LD2                  |                         |                         |                         |                         |                         |
| Boeing 777-200     | 32 LD3                  | 10 + 2 LD3              | 10                      | 27                      |                         |                         |
| B777-300           | 44 LD3                  | 14 + 2LD3               | 14                      |                         |                         |                         |
| Boeing 777-9       | 48 LD3                  | 16                      | 14 + 4 LD3              |                         |                         |                         |
| Boeing 787-8       | 28 LD3                  | 9                       | 8 + 2 LD3               |                         |                         |                         |
| B787-9             | 36 LD3                  | 11                      | 11                      |                         |                         |                         |
| B787-10            | 40 LD3                  | 13                      | 13                      |                         |                         |                         |
| DC-8-55F           | не предназначен для ULD | не предназначен для ULD | не предназначен для ULD |                         | 13                      |                         |
| DC-8-62/72F        | не предназначен для ULD | не предназначен для ULD | не предназначен для ULD |                         | 14                      |                         |
| DC-8-61/63/71/73F  | не предназначен для ULD | не предназначен для ULD | не предназначен для ULD |                         | 18                      |                         |
| DC-9-15F           | не предназначен для ULD | не предназначен для ULD | не предназначен для ULD |                         |                         | 6                       |
| DC-9-32F           | не предназначен для ULD | не предназначен для ULD | не предназначен для ULD |                         |                         | 8                       |
| MD-80SF            | не предназначен для ULD | не предназначен для ULD | не предназначен для ULD | 8                       | 8                       | 12                      |
| DC-10              | 26 LD3                  | 5 + 8 LD3               |                         |                         | 22                      | 30                      |
| MD-11              | 32 LD3                  |                         | 6 + 14 LD3              | 26                      | 26                      | 34                      |
| L-1011             | 19 LD3                  | 4 + 7 LD3               |                         |                         |                         |                         |
| Ил-86/Ил-96-300    | 16 LD3                  |                         |                         |                         |                         |                         |
| Ил-96М/Т           | 32 LD3                  |                         |                         |                         |                         |                         |

1. ↑  На Boeing 727-200 существовала возможность погрузки в нижний отсек 11 специальных контейнеров шириной 1156, высотой 2347 и глубиной 1044 миллиметров с объёмом 2,2 м³ каждый.

В зависимости от требований, груз самолёта может состоять из контейнеров, поддонов и смешанных типов средств пакетирования. В некоторых самолётах нужно использовать два типа средств, так как разные части отсека могут быть предназначены только для определённых ULD.
Контейнерная вместимость самолёта измеряется в позициях.  Каждый половинный контейнер (LD1/LD2/LD3) занимает одну позицию. Как правило, один ряд в грузовом отсеке состоит из 2 позиций. Таким образом, полный контейнер (LD6/LD8/LD11) занимает 2 позиции. LD6 или LD11 может занимать место двух LD3, а LD8 занимает место двух LD2.
Поддонная вместимость измеряется в количестве поддонов типа PMC (LD7, 96 на 125 дюймов или 2438 на 3175 мм), которое можно разместить в отсеке. Один такой поддон занимает примерно три позиции LD3 (2 позиции одного ряда и половину 2 позиций следующего ряда), либо 4 позиции LD2. Такие поддоны можно загружать только если отсек или кабина оборудованы грузовым люком соответствующего размера (если люк недостаточно большой, в отсек можно загружать только контейнеры).

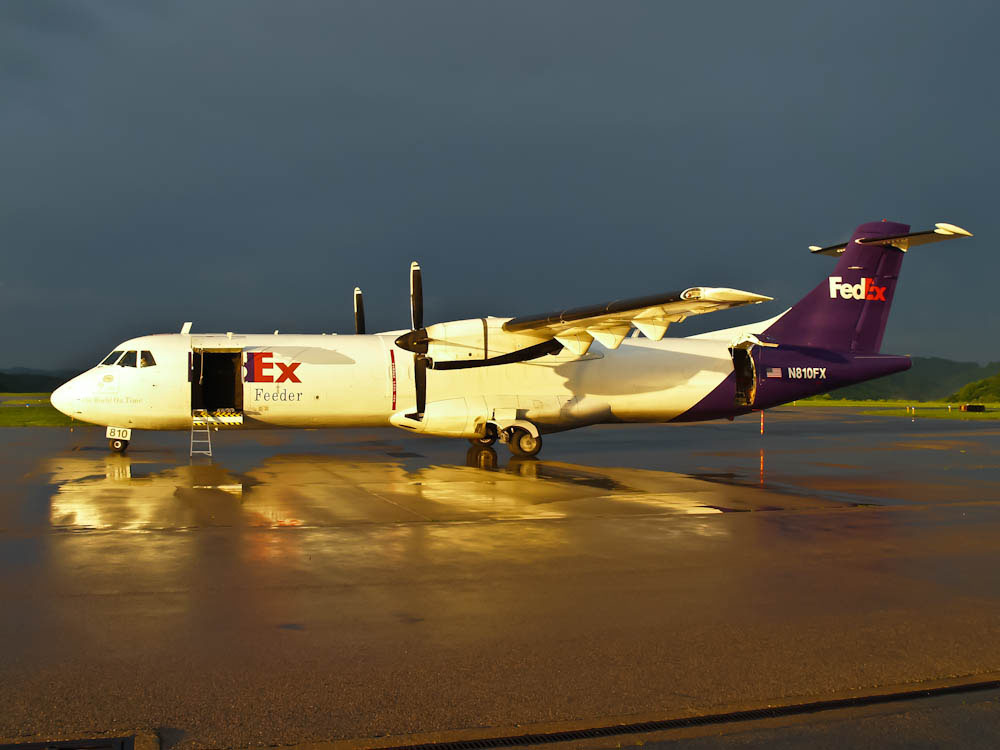
Грузовой вариант ATR 72 с открытой дверью.

| Тип ВС      | LD3 | 46×66” | 88×54” | 88×62” | 88×108” | 96×125” |
| ----------- | --- | ------ | ------ | ------ | ------- | ------- |
| Fokker 100  | 11  |        |        |        |         |         |
| CRJ200      |     |        |        |        | 8       |         |
| BAe 146-200 | 9   |        |        |        | 6       | 4       |
| ATR 72      | 7   |        |        | 9      | 5       |         |
| ATR 42      | 5   |        |        | 6      | 3       |         |
| Dash 8-300  |     | 9      |        |        |         |         |
| Xian MA600  | 5   |        | 5      |        |         |         |
| Cessna 408  | 3   |        |        |        |         |         |

## Классификация и идентификация

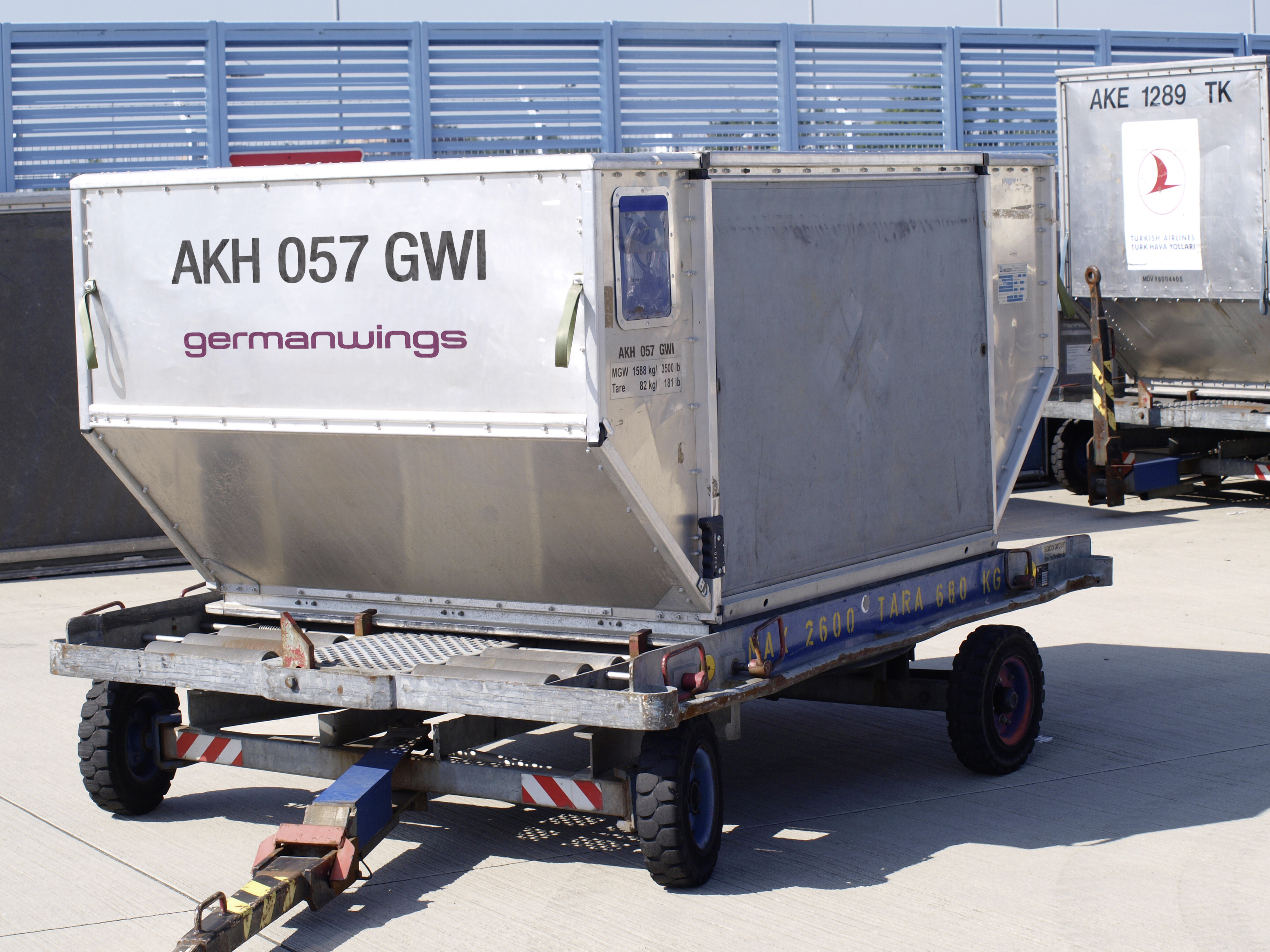
Контейнер LD3-45 на транспортировочной тележке с префиксом AKH, номером 057 и ИКАО-кодом Germanwings

Все авиационные средства пакетирования идентифицируются по ULD-коду, который состоит из трёхбуквенного префикса, серийного номера из 3, 4 или 5 (с 1 октября 1993 года) цифр, и суффикса, указывающего владельца пакета (если он принадлежит авиакомпании, то в качестве суффикса используется её ИАТА или ИКАО-код). Например, код AKN 12345 DL указывает на сертифицированный авиационный контейнер типа LD3, с серийным номером 12345 и принадлежащий Delta Airlines. Префиксы по стандарту IATA состоят из трёх заглавных букв, описывающих ключевые характеристики средства пакетирования.

### Расшифровка префикса
Первая буква обозначает базовый тип:
- A — сертифицированный авиационный контейнер
- B — сертифицированный поддон с откидными расширителями
- D — несертифицированный авиационный контейнер
- F — несертифицированный авиационный поддон
- G — несертифицированная сетка авиационного поддона
- J — изотермический защитный иглу
- H — лошадиное стойло
- K — стойло для скота
- L — сертифицированный многоконтурный авиационный контейнер
- M — несертифицированный изотермический авиационный контейнер
- N — сертифицированная сетка авиационного поддона
- P — сертифицированный авиационный поддон
- R — сертифицированный изотермический авиационный контейнер
- S — сертифицированный интермодальный контейнер (может перевозиться другими видами транспорта)
- U — защитный контейнер (иглу)
- V — оборудование для перевозки автомобилей
- W — сертифицированные средства пакетирования для перевозки авиадвигателей
- X — зарезервировано для внутреннего использования авиакомпаниями
- Y — зарезервировано для внутреннего использования авиакомпаниями
- Z — зарезервировано для внутреннего использования авиакомпаниями

Вторая буква описывает размер основания контейнера:
- A — 2235 мм × 3175 мм (88 × 125 дюймов)
- B — 2235 мм × 2743 мм (88 × 108 дюймов)
- E — 1346 мм × 2235 мм (53 × 88 дюймов)
- F — 2438 мм × 2991 мм (96 × 117,8 дюймов)
- G — 2438 мм × 6058 мм (96 × 238,5 дюймов)
- H — 2438 мм × 9125 мм (96 × 359,3 дюймов)
- J — 2438 мм × 12192 мм (96 × 480 дюймов)
- K — 1534 мм × 1562 мм (60,4 × 61,5 дюймов)
- L — 1534 мм × 3175 мм (60 × 125 дюймов)
- M — 2438 мм × 3175 мм (96 × 125 дюймов)
- N — 1562 мм × 2438 мм (61,5 × 96 дюймов)
- P — 1198 мм × 1534 мм (47,2 × 60,4 дюймов)
- Q — 1534 мм × 2438 мм (60,4 × 96 дюймов)
- R — 2438 мм × 4938 мм (96 × 194,4 дюймов)
- S — 1562 мм × 2235 мм (61,5 × 88 дюймов)
- X — различные размеры, самая длинная сторона от 2438 до 3175 мм (от 96 до 125 дюймов)
- Y — различные размеры, самая длинная сторона 2438 мм (96 дюймов)
- Z — различные размеры, самая длинная сторона более 3175 мм (125 дюймов)

Третья буква кодирует информацию о контуре (форму обводов, наличие проёмов (пазов) под вилочный погрузчик и др.).

### Часто используемые префиксы
| ИАТА код | Описание | Основание (дюймы) | Высота (дюймы) | Масса пустого (кг)                    | Макс. масса брутто (кг)            |
| -------- | --- | ----------------- | -------------- | ------------------------------------- | ---------------------------------- |
| AAA      | Контейнер для верхней палубы узкофюзеляжных ВС                                                                               | 88 × 125          | 96             | 232                                   | 6033                               |
| AAD      | Контейнер LD7 с 1 верхним обводом                                                                                            | 88 × 125          | 118            |                                       | 6800                               |
| AAF      | Контейнер LD26 с 2 нижними обводами и основанием P1P                                                                         | 88 × 125          | 64             | 250                                   | 6033                               |
| AAP      | Контейнер LD9 с мягкой или жёсткой дверью и основанием P1P                                                                   | 88 × 125          | 64             | 215—270                               | 4624 (ниж. палуба), 6000 (верхняя) |
| AAU      | Контейнер LD29 с 2 нижними обводами и основанием P1P, мягкой дверью с сеткой                                                 | 88 × 125          | 64             | 265                                   | 6033                               |
| AAY      | Контейнер LD7, с 2 верхними обводам                                                                                          | 88 × 125          | 82             |                                       | 6033                               |
| AAZ      | Контейнер LD7, с 2 верхними обводами                                                                                         | 88 × 125          | 82             |                                       | 6033                               |
| AGA      | Контейнер M2 (20-футовый) с жёсткой дверью для верхней палубы                                                                | 96 × 238 ½        | 96             | 1000                                  | 11340                              |
| AKC      | Контейнер LD1 с нижним обводом, без вильчатых проёмов, с жёсткой или мягкой дверью                                           | 60 ⅖ × 61 ½       | 64             | 70—170                                | 1588                               |
| AKE      | Контейнер LD3 с нижним обводом, без вильчатых проёмов, с жёсткой или мягкой дверью                                           | 60 ⅖ × 61 ½       | 64             | 82                                    | 1225                               |
| AKH, AKW | Контейнер LD3-45W | 60 ⅖ × 61 ½       | 45             | 82                                    | 1505                               |
| AKN      | Контейнер LD3 с вильчатыми проёмами, с мягкой или жёсткой дверью                                                             | 60 ⅖ × 61 ½       | 64             | 82                                    | 1225                               |
| ALB      | Контейнер LD4 с вильчатыми проёмами, с мягкой дверью и сеткой                                                                | 60 ⅖ × 96         | 64             | 120                                   | 2449                               |
| ALD      | Контейнер LD11 с мягкой дверью                                                                                               | 60 ⅖ × 125        | 64             | 185                                   | 3176                               |
| ALP      | Контейнер LD4 без вильчатых проёмов, с мягкой дверью и сеткой                                                                | 60 ⅖              | 96             | 120                                   | 2449                               |
| AMA      | Контейнер M1 с основанием P6P, с мягкой дверью и сеткой                                                                      | 96 × 125          | 96             | 350                                   | 6800                               |
| AMD      | Контейнер M1H с одним верхним обводом, мягкой дверью и сеткой                                                                | 96 × 125          | 118            | 370                                   | 6800                               |
| AMJ      | Контейнер M1 с одним верхним обводом                                                                                         | 96 × 125          | 96             | 350                                   | 6800                               |
| AMU      | Контейнер LD39 с основанием P6P с двумя нижними обводами, мягкой дверью и сеткой . Самый большой контейнер для нижней палубы | 96 × 125          | 64             | 290                                   | 5035                               |
| AVY      | Контейнер LD1 с одним нижним обводом, вильчатыми проёмами, жёсткой или мягкой дверью                                         | 60 ⅖ × 61 ½       | 64             | 70—170                                | 1588                               |
| AWC      | Контейнер LD6 с двумя нижними обводами, вильчатыми проёмами, мягкой дверью с сеткой                                          | 60 ⅖ × 125        | 64             | 230                                   | 3175                               |
| AYY      | Контейнер LD1 с нижним обводом, вильчатыми проёмами, жёсткой или мягкой дверью                                               | 60 ⅖ × 61 ½       | 64             | 70—170                                | 1588                               |
| AYX      | Аналогичен AVY, имеет крепления для огнетушителя, для перевозки опасных грузов                                               | 60 ⅖ × 61 ½       | 64             | 70—170                                | 1588                               |
| DPE      | Контейнер LD2 с нижним обводом, с мягкой или жёсткой дверью                                                                  | 60 ⅖ × 47         | 64             | 92                                    | 1225                               |
| DPN      | Контейнер LD2 с нижним обводом, вильчатыми проёмами, мягкой или жёсткой дверью                                               | 60 ⅖ × 47         | 64             | 92                                    | 1225                               |
| DQF      | Контейнер LD8 с 2 нижними обводами, мягкой дверью и сеткой                                                                   | 60 ⅖ × 96         | 64             | 127                                   | 2450                               |
| FLA      | Поддон LD11 | 60 ⅖ × 125        |                | 91                                    | 3175                               |
| FQA      | Поддон LD8 | 60 ⅖ × 96         |                |                                       |                                    |
| HMA      | Лошадиное стойло с основанием P6P. Мягкая или жёсткая крыша                                                                  | 96 × 125          | 94             | 1310                                  | 3500                               |
| KMA      | Трёхпалубное стойло для овец или коз с основанием P1P                                                                        | 88                | 125            | 610                                   |                                    |
| P1P      | Поддон LD7 с откидными расширителями и сеткой                                                                                | 88 × 125          | —              | 170                                   | 5000                               |
| PAD      | Поддон LD7 с откидными расширителями и сеткой                                                                                | 88 × 125          | —              | 152                                   | 5000                               |
| PGA      | Поддон M6 (20-футовый), плоский, с сеткой                                                                                    | 96 × 238 ½        | —              | 500                                   | 11340                              |
| PLA      | Поддон LD11, плоский, с сеткой                                                                                               | 60 ⅖ × 125        | —              | 91                                    | 3175                               |
| PMC      | Поддон LD7 | 96 × 125          | —              |                                       |                                    |
| QKE      | Кевларовый контейнер, по размерам аналогичный AKE, взрывоустойчивый                                                          | 60 ⅖ × 61 ½       | 64             |                                       | 1588                               |
| RAP      | Изотермический контейнер LD9 с холодильной установкой                                                                        | 88 × 125          | 64             |                                       | 4624 (ниж. палуба), 6000 (верхняя) |
| RAU      | Изотермический контейнер LD29 с холодильной установкой                                                                       | 88 × 125          | 64             |                                       | 6033                               |
| RKN      | Изотермический контейнер LD3 с холодильной установкой                                                                        | 60 ⅖ × 61 ½       | 64             | 444                                   | 1225                               |
| RWB      | Изотермический контейнер LD11 с холодильной установкой                                                                       | 60 ⅖ × 125        | 64             |                                       | 3176                               |
| VRA      | Двойной открытый автомобильный стеллаж M6                                                                                    | 96 × 196          |                | 400 (+130 для поддержки 2 автомобиля) | 8900                               |
| XAW      | Поддон LD7 с откидными расширителями, основанием P1P и сеткой                                                                | 88 × 125          | —              | 170                                   | 500                                |

## Средства пакетирования для грузовой кабины

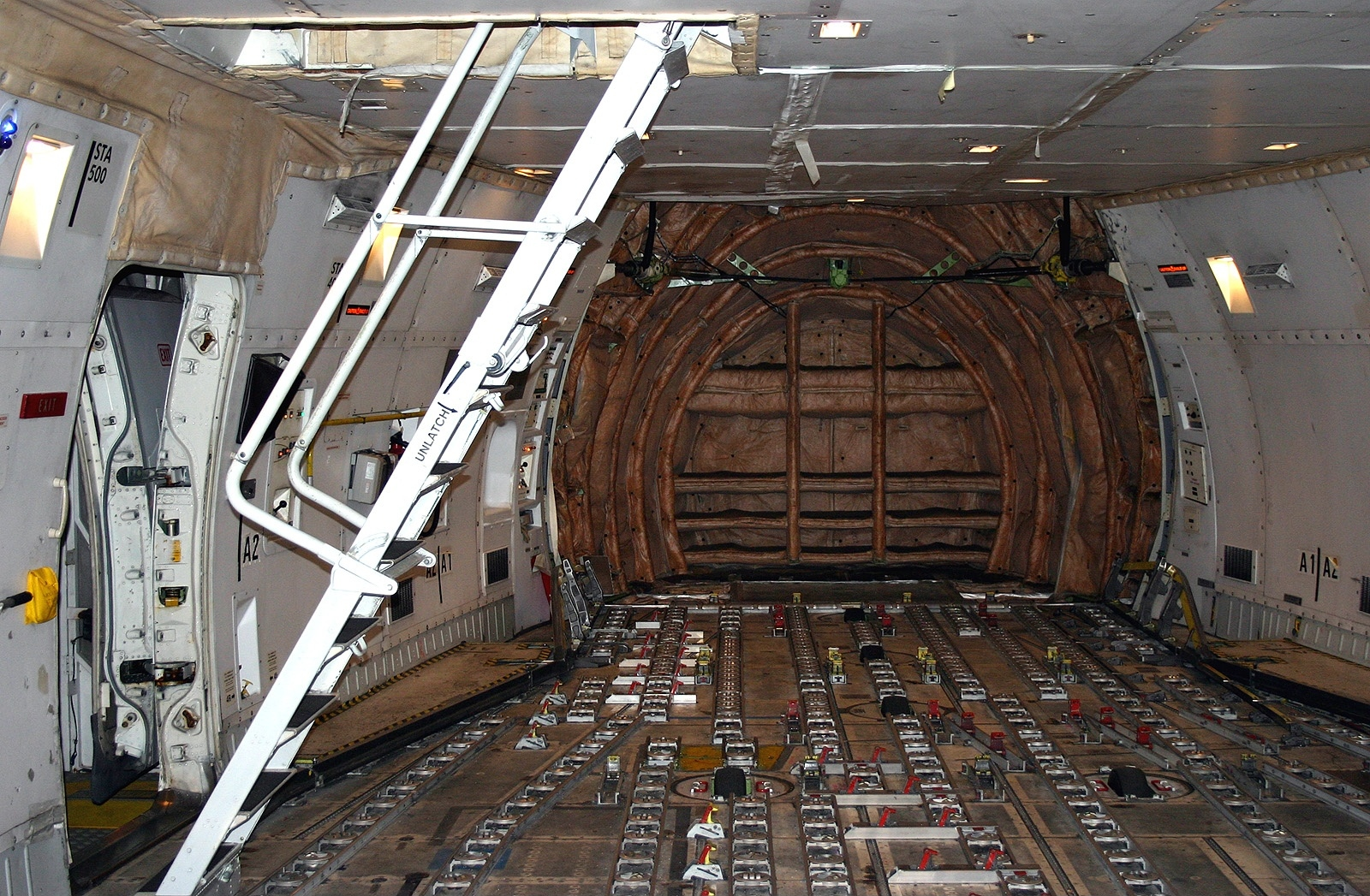
Грузовая кабина Boeing 747.

На верхней палубе транспортных самолётов используются пакеты высотой от 79 до 96 дюймов (от 2007 до 2438 мм) с основанием, по размерам сходным с нижнепалубными поддонами шириной 88 или 96 дюймов (2235 мм или 2438 мм) и длиной 62 или 125 дюймов (1575 или 3175 мм). Объём груза на поддоне 62 на 88 дюймов (1575 на 2235 мм) в 2 раза меньше объёма на поддоне 125 на 88 дюймов (3175 на 2235 мм). 20-футовый поддон имеет длину в 238 и ширину в 96 дюймов (6045 на 2438 мм). Фактический объём контурированных средств пакетирования узнать сложно, так как большинство производителей указывают лишь ширину, длину и высоту.
Существует несколько распространённых типов верхнепалубных ULD, формы контура которых максимально подгоняются под внутренние обводы кабины с целью увеличить использование располагаемого полезного объёма. Поскольку прямые внешние обводы (как у LD3 или LD6) приводят к некоторой потере объёма, при формировании контура верхнепалубных грузовых пакетов создаются округлённые обводы, оптимально подходящие под контур загрузки кабины. Верхнепалубные средства пакетирования, аналогично таковым для нижнего отсека, могут быть  как полноразмерными (занимать всю ширину фюзеляжа и иметь два обвода), так и половинными (имеют один обвод и размещаются попарно слева или справа от оси поперечного сечения самолёта, как, например, контейнер AAX). Но в отличие от нижнепалубных, они выше и часто в 2—4 раза длиннее. 
Многие транспортные компании используют так называемые двухпрофильные верхнепалубные ULD, которые в небольших самолётах вроде Boeing 727 или 737 занимают полную ширину фюзеляжа и имеют два обвода, а в случае погрузки в более крупные самолёты (например, Boeing 767 или А300) поворачиваются на 90 градусов и устанавливаются попарно. Это позволяет существенно упростить логистику при небольших потерях полезного объёма.